# Тредер, Ханс Юрген
Ханс-Юрген Тредер (нем. Hans-Jürgen Treder, 1928—2006) — немецкий физик-теоретик, академик Академии наук ГДР (1966).

## Биография
В 1963—1966 годах — директор Института чистой математики АН ГДР, в 1966—1968 годах — Бабельсбергской обсерватории АН ГДР, в 1969—1991 годах — Центрального института астрофизики АН ГДР. В 1963—1991 годах также профессор университета им. А. Гумбольдта в Берлине. С 1983 года возглавлял Эйнштейновскую лабораторию в Потсдаме.
Работы по общей теории относительности, теории гравитации, в частности, ударным гравитационным волнам, единой теории поля, философским вопросам физики, истории физики. Предложил тетрадный вариант теории гравитации.